# Hagop Baronian
Pour les articles homonymes, voir Baronian.
Hagop Baronian (prononcé Hakop Paronyan en arménien oriental, OAT : Յակոբ Պարոնեան, OAR : Հակոբ Պարոնյան, 1843-1891) est un écrivain, auteur satirique, éducateur et figure sociale influente du XIXe siècle. Il est largement considéré comme le meilleur auteur satirique de la littérature arménienne, suivi par Yervant Odian.

## Biographie
Hagop Baronian naît à Edirne le 19 novembre 1843.
L'œuvre la plus célèbre de Baronian est Medzabadiv Mouratsganner (« Mendiants Honorables »), dans laquelle l'auteur montre les similitudes des conditions de vie entre les mendiants, les écrivains et les éditeurs de l'époque. Hagop Baronian était aussi connu pour sa « morsure », ses critiques sarcastiques des figures majeures des classes sociales arméniennes dominantes d'Istanbul ; certaines de ses analyses apparaissent dans le livre Azkaïne Tchotchère (« Grands Nationaux »). Malheureusement, il connut le même destin que ses personnages romanesques dans Medzabadiv Mouratsganner, et mourut sans un sou dans les rues d'Istanbul. Il a été enterré dans un cimetière arménien à Istanbul, mais la localisation exacte de sa tombe est inconnue.

## Hommages
Le Théâtre d'État de Comédie Musicale d'Erevan est nommé d'après Hagop Baronian (arménien : Հակոբ Պարոնյանի անվան Պետական Երաժշտական Կոմեդիայի Թատրոն).
Le 5 octobre 2019, une statue à son effigie est inaugurée au cimetière arménien de Shishli à Istanbul en présence de l’évêque Machalian du Patriarcat arménien de Constantinople